# Żyła wypustowa sutkowa
Żyła wypustowa sutkowa (łac. vena emissaria mastoidea) – w anatomii człowieka jedna z żył wypustowych łączących układy żylne wewnątrz i na zewnątrz czaszki. Żyła wypustowa sutkowa przechodzi przez otwór sutkowy znajdujący się w kości skroniowej, stanowiąc połączenie pomiędzy zatoką esowatą a żyłą potyliczną lub żyłą uszną tylną.